# 리치먼드힐선
리치먼드힐선(Richmond Hill line) 은 GO 트랜싯이 캐나다 온타리오주 광역 토론토 지역에서 운영하고 있는 7개 통근 열차 노선 중 하나로 토론토 유니언 역에서 리치먼드힐의 곰리 역까지 운행한다. 통근 열차는 토론토 방면 평일 아침 러시 아워에, 리치먼드힐 방면 평일 오후 러시 아워에 운행하며 나머지 시간대에는 61번 버스가 대체 운행한다. 통근 열차와 버스는 주말과 공휴일에 운행하지 않는다.

## 역사
리치먼드힐 선은 1978년 5월 1일에 개통하였다. 개통 당일, 아침 러시 아워에 리치먼드힐 역에서 세 대의 열차가 랭스태프, 올드커머, 오리올 역에 정차한 뒤 토론토 유니언 역에 종착하였고 저녁에는 세 대의 열차가 반대 방향으로 향하였다. 이 노선은 GO 트랜싯이 토론토 통합시 북쪽 구간을 실어나르는 첫 노선이 되었다.
조지타운 선과 레이크쇼어 선과는 달리 리치먼드힐 선은 통근 열차 개통 직전에 별다른 여객 열차가 운행하지 않았으며 캐나다 내셔널 철도, 캐나다 태평양 철도, VIA 철도의 기존 노선과 겹치지 않는 새로운 노선이였다. VIA 철도와 온타리오 노스랜드가 이 선로를 경유하긴 하지만 오늘날의 오리올 역 북쪽에 정차하였고 리치먼드힐이나 랭스태프에는 정차하지 않았다. 조지타운 선과 그 이후에 개통한 노선과 달리 리치먼드힐 선 열차는 윌로브루크 차량기지에 정박해 출발역까지 승객 없이 향해야 했다.
개통 이후, 승객 수 성장은 더디기만 하였다. 처음에 하루 3대로 시작한 열차편은 이후에 4번째 열차편이 추가되었지만 1996년에 승객 수 저조로 다시 3편으로 줄어들었다. 1999년 4월에 토론토 교통국이 파업을 하면서 GO 트랜싯은 4번째 열차를 운행하였다. 4번째 편의 운행비가 그렇게 많이 들지 않는 것을 깨달은 GO 트랜싯은 1999년 4월 26일에 이 열차편을 정기 운행하게 되었다. 5번째 리치먼드힐 방면 열차는 2000년 5월 1일에 추가되었다.
90년대 말과 2000년대 초, 토론토 지하철의 셰퍼드 선이 한창 공사가 진행되면서 오리올 역을 기존 위치에서 500미터 북쪽으로 이설해 레슬리 역과 환승이 용이하게 하는 방안이 검토되었다. 역 이전은 결국 이루어지지 않았지만 두 역간 환승은 길디긴 환승 통로를 통해 이루어진다. 또한 요크 지역 교통국이 리치먼드힐 센터 터미널을 개설할 때 랭스태프 역 바로 옆에 있었지만 두 건물은 연결되지 않았다. 이후 육교와 엘리베이터를 통해 터미널과 역간을 연결하게 되었다.
2013년 1월 7일, 유니언 역에서 15시 10분에 출발하여 리치먼드힐에 15시 52분에 도착하는 열차가 추가되었으며 같은 해 4월 8일에는 리치먼드힐을 9시 20분에 출발하는 열차가 추가되었다.

### 곰리와 블루밍턴 연장
2009년, 온타리오 주 산하기관인 메트로링스는 광역 토론토 지역의 대중 교통을 발전하기 위한 몇 가지 방안을 제시했는데 이 중에는 리치먼드힐 선을 리치먼드힐에서 밸라 선을 따라 휘트처치스토우빌에 있는 블루밍턴까지 연장하는 방안이 있었다. 연장 공사는 곰리 404번 고속도로 근처에 6개 선로로 이루어진 차량 기지를 포함해 2011년에 착공할 예정이였다. 곰리 역은 2013년 가을에 주차 공간 850대 규모의 환승 주차장을 포함해 개통할 예정이였다.
공사는 이후 지연되어 2014년 11월에 착공하여 2016년 말에 완공할 예정이었다. 이와 동시에 리치먼드힐 역 승강장은 12량 대응으로 연장하게 되었다. 또한 2014년 가을에는 리치먼드힐 역 북쪽의 베더스다 로드에 새로운 주박 시설이 지어졌으며 이에 따라 윌로브루크 차량기지까지 왔다갔다할 필요가 없게 되었다. 곰리 역은 2016년 12월 6일에 개통하였고 첫차는 아침 6시 15분에 역을 출발하였다.
블루밍턴 역 공사는 2017년 3월에 시작하였다. 이 역은 블루밍턴 로드 남쪽, 404번 고속도로 서쪽에 있으며 리치먼드힐 선을 휘트처치스토우빌까지 연장하게 된다. 이 역에는 700대의 주차 공간이 구비될 예정이며, 최대 1000대의 주차 공간이 마련될 예정이다.

## 같이 보기
- 토론토 교통국
- 요크 지역 교통